# پرایری گرو (آرکانزاس)
پرایری گرو (آرکانزاس) (به انگلیسی: Prairie Grove, Arkansas) یک شهر در ایالات متحده آمریکا با جمعیت ۲٬۵۴۰ نفر است که در آرکانزاس واقع شده‌است.

## موقعیت جغرافیایی
موقعیت جغرافیایی شهرها و مناطق اطراف به شرح زیر است: